# Carel Bentinck
Carel baron Bentinck (Schoonheten, 21 november 1751 - Den Haag, 9 december 1825) was een Nederlands luitenant-generaal, commandeur in de Militaire Willems-Orde.

## Loopbaan
Bentinck diende sinds 1 augustus 1767 als vaandrig, sinds 31 juli 1769 als luitenant en per 15 april 1774 als kapitein-commandant met de rang van luitenant-kolonel. Hij was sinds 1785 in de rang van kolonel werkzaam bij de gardes van Holland en vergezelde prinses Wilhelmina in 1787 op haar reis naar Holland. Hij woonde de veldtochten van 1793-1794 bij en onderscheidde zich op op 18 augustus 1793 bij Lincelles; toen Frederik, Prins van Oranje op 12 september bij Warwick gewond raakte vergezelde Bentinck hem naar Den Haag. Op 10 januari 1794 werd hij benoemd tot generaal-majoor en adjudant van de erfprins. In oktober 1794 werd hij met de Engelse diplomaat Elliot naar Brunswijk gezonden om de hertog uit te nodigen het opperbevel over de legers in de Nederlanden te komen voeren. Deze zending mislukte en Bentinck keerde terug, bleef amteloos in de Franse tijd en werd op 14 januari 1814 benoemd tot luitenant-generaal, in 1815 tot commandeur in de Militaire Willems-Orde (8 juli 1815). Bentinck werd lid van de Provinciale Staten van Overijssel en bij Koninklijk Besluit van 18 augustus 1814 toegelaten tot de Ridderschap der provincie. Bij Koninklijk Besluit van 10 juni 1819 werd zijn titel van baron erkend; Bentinck was Grootmeester van de Koningin en overleed ongehuwd in 1825.